# Popiwka (Saky)

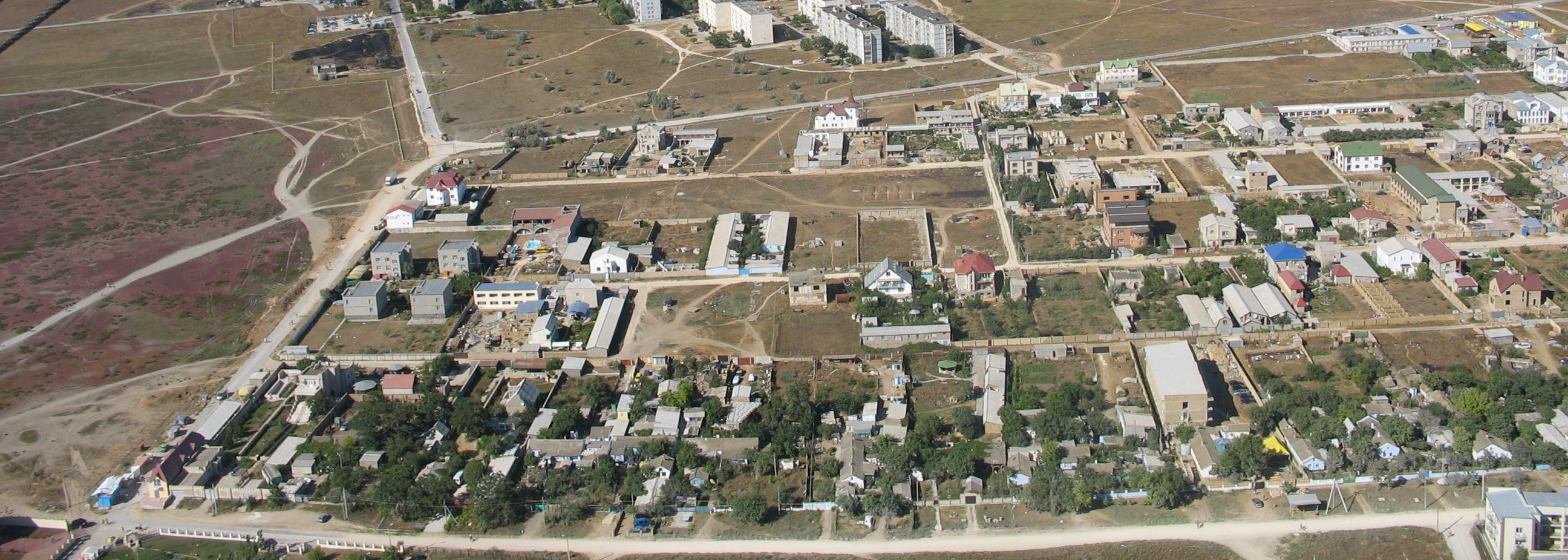
Blick auf den Ort

Popiwka (ukrainisch Попівка; russisch Поповка/Popowka) ist ein Dorf in der Ukraine im Rajon Saky im Westen der Autonomen Republik Krim. Es gehört zur Landratsgemeinde Schtormowe (Штормівська сільська рада/Штормовской сельский совет) zu der auch die Dörfer Krylowka (Криловка), Prywitne (Привітне), Chutorok (Хуторок) und das namensgebende Schtormowe (Штормове) gehören und liegt etwa 28 km nordwestlich von Jewpatorija an der Schwarzmeerküste. Popiwka ist ein Seebad und verzeichnete 2001 160 Einwohner.

## Lage und Verkehr
Das Dorf Popiwka liegt im äußersten Westen des Bezirks in einem steppenartigen Gebiet der Halbinsel Krim direkt an der Schwarzmeerküste, etwa 5 m über dem Meeresspiegel. Im Osten grenzt das etwa 2,5 km entfernte Krylowka an Popiwka, im Norden das 1,5 km entfernte Myrnyj (Мирний); im Südosten liegt 4 km entfernt Schtormowe. Im Nordwesten grenzt das Dorf an den Donuslaw-See (оз. Донузлав), im Südosten an den schlammigen Ojburske-See (оз. Ойбурское/оз. Ойбурське). Das regionale Zentrum, Jewpatorija, ist etwa 28 km entfernt; dort befindet sich auch der nächste Bahnhof. Überregional erreichbar ist Popiwka über den rund 100 km südöstlich gelegenen internationalen Flughafen der Stadt Simferopol (Сімферополь/Симферополь).

## Trivia
Am Strand von Popiwka existierte von 2001 bis 2013 jährlich für einige Wochen im Sommer die „Republik Kazantip“, ein Projekt für elektronische Musik, Kreativität und Kite-Surfing. Dann beherbergte das Dorf ein mehrstelliges Vielfaches seiner Einwohnerzahl an Gästen.